# Джеррі Голдсміт
Джерральд Кінг «Джеррі» Голдсміт (англ. Jerrald King "Jerry" Goldsmith; 10 лютого 1929 — 21 липня 2004) — американський композитор і диригент, автор музики до більш ніж 250 телевізійних постановок та кінострічок.

## Біографічні відомості
Народився в Лос-Анджелесі, штат Каліфорнія. Син художниці Тессі (уроджена Раппапорт) та будівельного інженера Морріса Голдсміта. Брав уроки музики у Якоба Гімпеля і Маріо Кастельнуово-Тедеско. Здобув освіту в університеті Південної Каліфорнії, де відвідував курси Міклоша Розша.
Був номінований на 18 премій «Оскар», проте здобув тільки одну — за фільм «Омен»), крім того став володарем чотирьох нагород «Еммі». Помер у віці 75 років від раку.

## Фільмографія

### 1950-ті
- 1957 — Чорна латка / Black Patch
- 1959 — Обличчя втікача / Face of a Fugitive
- 1959 — Місто Страху / City of Fear
- 1959 — Сутінкова зона / The Twilight Zone
- 1959 — Перрі Мейсон / Perry Mason

### 1960-ті
- 1960 — Стадс Лоніган / Studs Lonigan
- 1962 — Фрейд: Таємна пристрасть / Freud: The Secret Passion
- 1963 — Список Едріана Месенджера / The List of Adrian Messenger
- 1963 — Стриптизерка / The Stripper
- 1963 — Конвалії / Lilies of the Field
- 1964 — Сім днів у травні / Seven Days in May
- 1964 — Лікування шоком / Shock Treatment
- 1965 — Морітурі / Morituri
- 1965 — Доля — мисливець / Fate Is the Hunter
- 1966 — Другі / Seconds
- 1966 — Піщана галька (Канонерка) /The Sand Pebbles
- 1966 — Блакитний Макс / The Blue Max
- 1968 — Планета мавп / Planet of the Apes
- 1968 — Бандольеро! / Bandolero!
- 1969 — Сто гвинтівок / 100 Rifles
- 1969 — Джастін / Justine

### 1970-ті
- 1970 — Паттон / Patton
- 1970 — Балада про Кейбле Хоге / The Ballad of Cable Hogue
- 1970 — Тора! Тора! Тора! / Tora! Tora! Tora!
- 1970 — Ріо Лобо / Rio Lobo
- 1971 — Втеча з планети мавп / Escape from the Planet of the Apes
- 1973 — Один маленький індіанець / One Little Indian
- 1973 — Метелик / Papillon
- 1974 — Китайський квартал / Chinatown
- 1975 — Викуп / Ransom
- 1975 — Вітер і лев / The Wind And The Lion
- 1976 — Втеча Логана / Logan's Run
- 1976 — Омен / Omen
- 1976 — Переправа Кассандра / The Cassandra Crossing
- 1977 — Острови поміж течій / Islands in the Stream
- 1977 — Козеріг один / Capricorn One
- 1977 — Проклята долина / Damnation Alley
- 1978 — Кома / Coma
- 1978 — Омен 2: Деміен / Damien: Omen II
- 1978 — Рій / The Swarm
- 1978 — Хлопці з Бразилії / The Boys from Brazil
- 1979 — Чужий / Alien
- 1979 — Зоряний шлях: Фільм / Star Trek: The Motion Picture

### 1980-ті
- 1980 — Кабобланко / Caboblanco
- 1981 — Саламандра / The Salamander
- 1981 — Омен 3: останній конфлікт / Omen III: The Final Conflict
- 1981 — Бродяга / Raggedy Man
- 1981 — Чужа земля / Outland
- 1982 — Полтергейст / Poltergeist
- 1982 — Таємниця щурів / The Secret of NIMH
- 1982 — Виклик / The Challenge
- 1982 — Рембо: Перша кров / First Blood
- 1983 — Психо 2 / Psycho II
- 1983 — Сутінкова зона / Twilight Zone: The Movie
- 1983 — Під вогнем / Under Fire
- 1984 — Гремліни / Gremlins
- 1984 — Полювання на роботів / Runaway
- 1984 — Супердівчина / Supergirl
- 1985 — Рембо: Перша кров, частина II / Rambo: First Blood Part II
- 1985 — Дослідники / Explorers
- 1985 — Легенда / Legend
- 1986 — Полтергейст 2 / Poltergeist II: The Other Side
- 1987 — Всі запобіжні заходи / Extreme Prejudice
- 1987 — Внутрішній космос / Innerspace
- 1987 — Поліцейський за наймом / Rent-a-Cop
- 1987 — Левове серце / Lionheart
- 1988 — Рембо ІІІ / Rambo III
- 1988 — Злочинний закон / Criminal Law
- 1989 — Цікаві / The 'burbs
- 1989 — Левіафан / Leviathan
- 1989 — Чорнокнижник / Warlock
- 1989 — Зоряний шлях 5. Останній кордон / Star Trek V: The Final Frontier

### 1990-ті
- 1990 — Пригадати все / Total Recall
- 1990 — Гремліни 2 / Gremlins 2
- 1990 — Російський відділ / The Russia House
- 1991 — У ліжку з ворогом / Sleeping with the Enemy
- 1992 — Знахар / Medicine Man
- 1992 — Основний інстинкт / Basic Instinct
- 1992 — Вічно молодий / Forever Young
- 1992 — Містер бейсбол / Mr. Baseball
- 1993 — Денний сеанс / Matinee
- 1993 — Здатна на все / Malice
- 1993 — Зникнення / The Vanishing
- 1994 — Погані дівчата / Bad Girls
- 1994 — Тінь / The Shadow
- 1994 — Коефіцієнт інтелекту / I.Q.
- 1995 — Конго / Congo
- 1995 — Пудра / Powder
- 1995 — Перший лицар / First Knight
- 1995 — Зоряний шлях: Вояджер / Star Trek: Voyager
- 1996 — Мерія / City Hall
- 1996 — Зоряний шлях: Перший контакт / Star Trek: First Contact
- 1996 — Ланцюгова реакція / Chain Reaction
- 1996 — Примара і Темрява / The Ghost and the Darkness
- 1997 — Літак президента / Air Force One
- 1997 — Таємниці Лос-Анджелеса / L.A. Confidential
- 1997 — Чужий 4: Воскресіння / Alien: Resurrection
- 1997 — На межі / The Edge
- 1998 — Глибинний підйом / Deep Rising
- 1998 — Служителі закону / U.S. Marshals
- 1998 — Солдатики / Small Soldiers
- 1998 — Мулан / Mulan
- 1998 — Зоряний шлях: Повстання / Star Trek: Insurrection
- 1999 — Мумія / The Mummy
- 1999 — Привид будинку на пагорбі / The Haunting
- 1999 — Тринадцятий воїн / The 13th Warrior

### 2000-ні
- 2000 — Невидимка / Hollow Man
- 2001 — І прийшов павук / Along Came a Spider
- 2001 — Останній замок / The Last Castle
- 2002 — Ціна страху / The Sum of All Fears
- 2002 — Зоряний шлях: Відплата / Star Trek: Nemesis
- 2003 — Луні Тюнз: Знову в дії / Looney Tunes: Back in Action